# Beat Bugs
Beat Bugs est une série télévisée d'animation australo-canadienne en 39 épisodes de 25 minutes et d'un spécial de 48 minutes créée par Josh Wakely et diffusée la première fois le 25 juillet 2016 sur 7TWO et dans le reste du monde entre le 3 août 2016 et le 9 novembre 2018 sur Netflix. Trois saisons ont été produites.
Le créateur australien Josh Wakely a été inspiré par le groupe musical anglais les Beatles pour créer un monde pour enfants autour de leur musique. Il a fallu trois ans à celui-ci pour acquérir les droits de ces chansons.
La série a reçu plusieurs prix, dont deux Emmys sur neuf nominations.

## Synopsis
La série narre les aventures de quatre jeunes insectes et une limace anthropomorphiques vivant dans un jardin de banlieue.

## Voix

### Voix anglophones
- Ashleigh Ball : Jay, un coléoptère
- Lili Beaudoin : Crick, un criquet
- Charles Demers : Walter, une limace
- Rebecca Husain : Buzz, une drosophile
- Erin Mathews : Kumi, une coccinelle

### Voix québécoises (saisons 1-2)
- Valérie Gagné : Jay
- Célia Gouin-Arsenault : Crick
- Philippe Martin : Walter
- Catherine Bonneau : Buzz
- Aline Pinsonneault : Kumi
- Élisabeth Lenormand : Doris
- François Trudel : le cafard

 Source et légende : version québécoise (VQ) sur Doublage.qc.ca

### Voix françaises (saison 3)
- Lucille Boudonnat : Jay
- Dorothée Pousséo : Crick
- Maryne Bertieaux : Buzz
- Lisa Caruso : Kumi
- Thierry Wermuth : Walter
- Martine Irzenski : Martha
- Aude Saintier : Maman Merle
- Gilduin Tissier : Prout-punaise, Mous-tigre
- Donald Reignoux, Anne Rondeleux, Fily Keita, Jérémie Bédrune, Vincent Ropion, Augustin Bonhomme, Guillaume Lebon, Audrey Sablé, Sébastien Ossard, Magali Rosenzweig : voix additionnelles

## Épisodes

### Saison 1
1. Help! : Jay est vraiment dans la panade quand il tombe dans un pot de confiture.
2. Lucy in the Sky with Diamonds : La bande cherche un marchand de sable pour que Buzz retrouve enfin le sommeil.
3. I Am the Walrus : Walter se rappelle le jour où il a rencontré les bestioles. 
4. I'm a Loser : La bande aide Morgs, le phasme bâton, à découvrir et exprimer son talent caché.
5. Come Together : Crick rêve d'une maison dans les arbres pour abriter tout le monde.
6. Rain : Boris, la grenouille-taureau, montre à Buzz les plaisirs de la pluie.
7. Good Day Sunshine : Le soleil est parti en vacances et les bestioles frigorifiées tentent de faire revenir l'été. 
8. Sun King : Maussade, Buzz s'abîme dans l'introspection.
9. Penny Lane : Une scène montée sur de petites pièces jaunes offre à Crick l'endroit idéal pour s'exprimer. 
10. Birthday : Jay et Crick se perdent et arrivent de justesse à leur fête-surprise.
11. I've Just Seen a Face : Personne ne croit aux aventures rocambolesques de Jay. 
12. Magical Mystery Tour : Une sauterelle invite les bestioles à participer au Magical Mystery Tour.
13. When I'm Sixty-Four : Un vieux réveil envoie Jay dans le futur... Enfin, un certain genre de futur. 
14. Doctor Robert : Trop effrayé pour aller voir Dr Robert, le pauvre Buzz renifle et larmoie lamentablement.
15. Ticket to Ride : Les bestioles transforment une roue cassée en grand huit, mais seule l'une d'elles dispose d'un billet. 
16. Getting Better : Crick fabrique un robot qui s'occupera de ses amis malades.
17. Being for the Benefit of Mr. Kite! : Quand Monsieur Cerf-Volant se casse la figure dans le jardin, les bestioles lui remontent le moral. 
18. You've Got to Hide Your Love Away : Un malentendu pousse le pauvre Walter à se chercher d'autres amis.
19. Day Tripper : Alors qu'elles aidaient une cigale en excursion, les bestioles s'égarent. 
20. In My Life : La fête organisée pour Charlotte la chenille commence mal.
21. Why Don't We Do It in the Road? : Les bestioles font une erreur et Walter doit les ramener saines et sauves. 
22. The Word : D'étranges signaux guident les bestioles vers une mouche farceuse.
23. Glass Onion : Les bestioles trouvent un bel ornement de Noël. 
24. Honey Pie : La grand-mère de Monsieur Postabeille a du mal à se souvenir de la recette de la tarte au miel.
25. Carry That Weight : Les bestioles acceptent d'héberger une colonie de fourmis sans abri. 
26. Blackbird : Étourdie, P'tite Merlette se brise une aile en fonçant droit dans la lune.